# Артур Зейсс-Інкварт
Артур Зейсс-Інкварт (нім. Arthur Seyß-Inquart [ˈartuːɐ̯ saɪs ˈɪŋkvart] ( прослухати), справжнє ім'я Артур Зайтіх, 22 липня 1892, Стонаржов, Моравія, Австро-Угорщина — 16 жовтня 1946, Нюрнберг, Німеччина) — австрійський політик і юрист, після аншлюсу 1938 року — німецький державний діяч Третього Рейху, націонал-соціаліст, обергрупенфюрер СС (20 квітня 1941 року), правитель Австрії, окупованих Польщі й Нідерландів, воєнний злочинець, страчений за вироком Нюрнберзького трибуналу за злочини проти людства.

## Початок кар'єри
Народився у Стонаржові в Моравії (у той час — частина Австро-Угорщини), молодший з шести дітей директора школи Еміля Зайтіха. У 1907 році родина переїхала до Відня та змінила слов'янське прізвище на німецьке, Зейсс-Інкварт. Одружився 1916 року, мав трьох дітей. Навчався у Віденському університеті на юриста.
У серпні 1914 року пішов добровольцем на фронт. Служив у тірольських єгерських частинах на Російському, Румунському та Італійському фронтах в одному полку з Куртом Шушнігом, неодноразово нагороджений. Був тяжко поранений, закінчив університетський курс, знаходячись у шпиталі після поранення. З 1921 року займався власною адвокатською практикою, співпрацював із правими організаціями (майбутній Вітчизняний фронт), але дистанціювався від пронімецьких націонал-соціалістів.

## Від перевороту 1933 року до аншлюсу
У 1933 році на запрошення Енгельберта Дольфуса увійшов до складу австрофашистського уряду. Після вбивства Дольфуса бойовиками австрійських СС у липні 1934 року — державний радник за канцлера Шушніга. Поступово, усвідомлюючи неминучість об'єднання Австрії з Німеччиною, увійшов до кола націонал-соціалістів, забезпечивши їм представництво у верхньому ешелоні уряду Шушніга. У лютому 1938 року, під загрозою німецького вторгнення, Шушніг призначив Зейсс-Інкварта міністром внутрішніх справ. 11 березня 1938 року Шушніг подав у відставку, а Зейсс-Інкварт направив німецькій владі «прохання про допомогу», під прикриттям якої вермахт перетнув австрійський кордон. Упродовж двох днів Зейсс-Інкварт був останнім канцлером Першої Республіки. 13 березня 1938 року Зейсс-Інкварт вступив до НСДАП й підписав закон про входження Австрії до складу Третього Рейху. До початку Другої світової війни він залишався імперським намісником (нім. Reichsstatthalter) Австрії (заступник — Ернст Кальтенбруннер) в ранзі групенфюрера СС.

## Польща й Нідерланди
З травня 1939 Зейсс-Інкварт — міністр без портфеля в уряді Німеччини. Після окупації Польщі й створення на її території генерал-губернаторства — заступник генерал-губернатора Ганса Франка, відповідальний за південні області Польщі. Зейсс-Інкварту інкримінуються створення єврейських гетто та «надзвичайні заходи» під час придушення польського опору.
З травня 1940 року — рейхскомісар окупованих Нідерландів. Під началом Зейсс-Інкварта були створені військові організації (Ландвахт) місцевих націонал-соціалістів; всі решта політичних рухів були заборонені 1941 року. Зейсс-Інкварт особисто відповідав за придушення місцевого спротиву, в тому числі страйків 1941 року в Амстердамі й Арнемі. Загалом за час правління він затвердив близько 800 смертних вироків. Деякі джерела наводять цифру у 1500, включаючи до неї померлих у таборах, жертв депортації з Пюттена (жовтень 1944 року) та 117 вбитих у покарання за напад на главу СС в Нідерландах Ганса Раутера (березень 1945 року). Слід зазначити, що після висадки союзників у Нормандії реальна влада в Нідерландах перейшла від адміністрації Зейсс-Інкварта до воєнної влади й гестапо.
Негайно після прибуття до Нідерландів Зейсс-Інкварт очистив від євреїв державні служби, газети й правління промислових підприємств. Починаючи з 1941 року проводилась масова реєстрація євреїв, в Амстердамі було закладено гетто, а у Вестерборку — транзитний табір. Відправка євреїв до Бухенвальду й Маутгаузена почалась в лютому 1941 року. У вересні 1944 року, з наближенням військ союзників, усі в'язні Вестерборка були вивезені до Терезієнштадту. З 140 000 голландських євреїв війну пережили 44 500. Окрім євреїв, до роботи на Німеччину було залучено 530 000 голландців, в тому числі 250 000 — вивезено до Німеччини. Зейсс-Інкварт чинив опір наказам вивозити робочу силу на схід, й 1944 року відправив лише 12 000 замість запланованих 250 000. Під час відступу з Голландії Зейсс-Інкварт, діючи узгоджено з Альбертом Шпеєром, саботували накази Берліна про «спалену землю». Наприкінці 1944 року наклав ембарго на поставки продовольства до окупованих районів Голландії, але під кінець наступної «Голодної Зими», в останні дні війни, погодився не перешкоджати гуманітарній операції Союзників зі скидання продуктів над бідуючими районами.
Після самовбивства Гітлера у квітні 1945 року, Зейсс-Інкварт замінив Ріббентропа на посту міністра закордонних справ в уряді Карла Деніца. Ймовірно, Гітлер до самої смерті не мав сумнівів щодо відданості Зейсс-Інкварта. 8 травня 1945 він здався союзникам у Гамбургу.

## Суд у Нюрнберзі
У Нюрнберзі Зейсс-Інкварту поставили у провину злочини проти миру, планування й розпалювання агресивної війни, воєнні злочини та злочини проти людства. Його було визнано винним за усіма статтями, окрім злочинної змови. Стоячи на ешафоті, мовив: «Сподіваюсь, ця страта стане останньою трагедією Другої світової війни, а те, що сталось, послужить наукою: мир і взаєморозуміння мають існувати між народами. Я вірю в Німеччину» (нім. Ich hoffe, dass diese Hinrichtung der letzte Akt in der Tragödie des Zweiten Weltkriegs ist und dass die Lehre aus diesem Weltkrieg sein wird, dass Frieden und Verständnis zwischen den Völkern sein wird. Ich glaube an Deutschland).

## Нагороди

### Перша світова війна
- Срібна і бронзова медаль «За військові заслуги» (Австро-Угорщина) з мечами
- Медаль за хоробрість (Австро-Угорщина)
- Військовий Хрест Карла
- Медаль «За поранення» (Австро-Угорщина)
- Нагрудний знак «За поранення» в чорному (Королівство Пруссія) (1918)

### Міжвоєнний період
- Пам'ятна військова медаль (Угорщина)
- Пам'ятна військова медаль (Австрія) з мечами
- Почесний хрест ветерана війни
- Почесний кут старих бійців
- Кільце «Мертва голова»
- Почесна шпага рейхсфюрера СС
- Золотий партійний знак НСДАП
- Медаль «У пам'ять 13 березня 1938 року»

### Друга світова війна
- Данцизький хрест 2-го класу
- Хрест воєнних заслуг
  - 2-го класу
  - 1-го класу (21 вересня 1940)
- Кільце Віденської філармонії (1942)
- Німецька імперська відзнака за фізичну підготовку для інвалідів (30 листопада 1942) — нагороду вручив Ганс фон Чаммер унд Остен.
- Медаль «За зимову кампанію на Сході 1941/42»

## Галерея

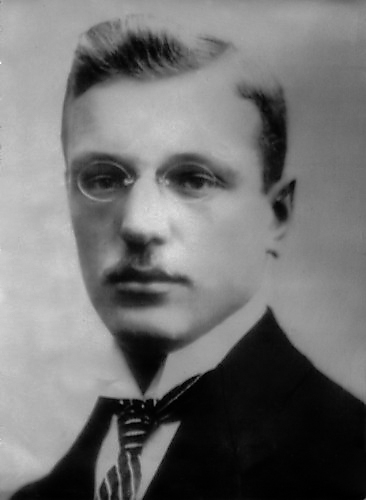
Зейсс-Інкварт у 1925 році
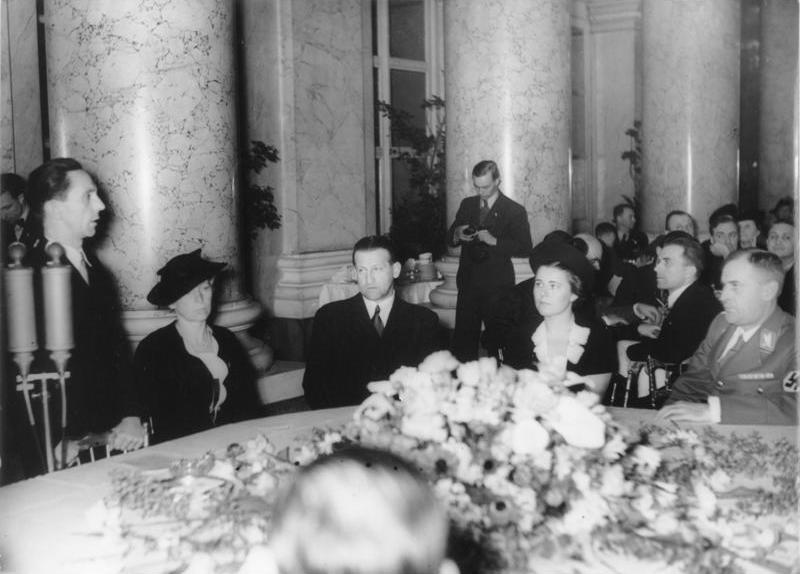
Прийом акторів у Гофбурзі, Відень (30 березня 1938). Зліва направо: Йозеф Геббельс, Гертруд Зейсс-Інкварт, Каєман Мюльман, Паула Весселі та Артур Зейсс-Інкварт
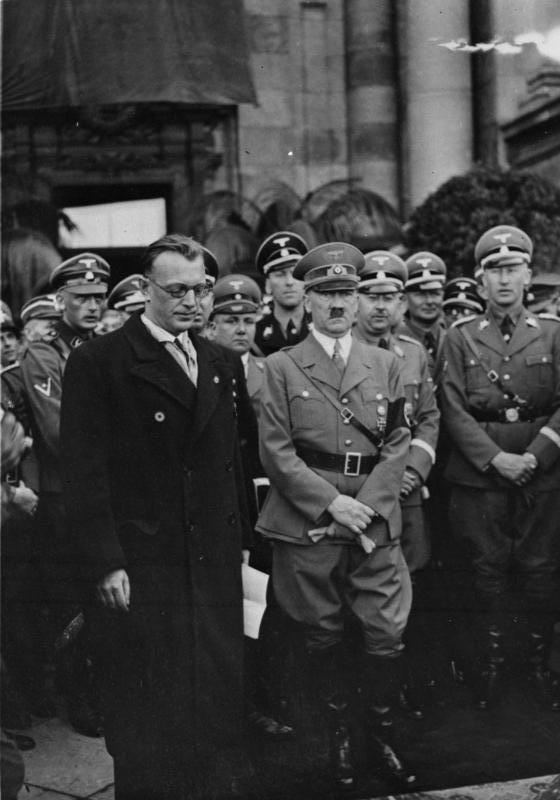
Зейсс-Інкварт поруч з Гітлером у Відні (1938)
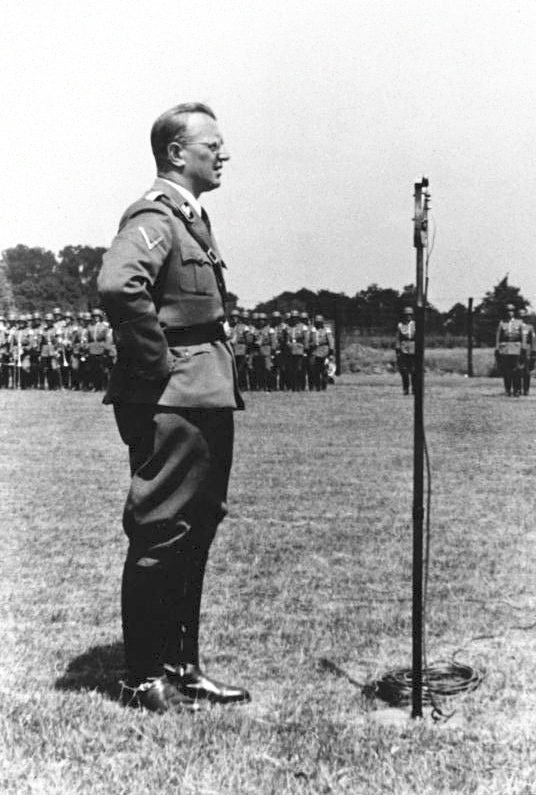
Зейсс-Інкварт виступає перед поліцією порядку у Гаазі (1940)
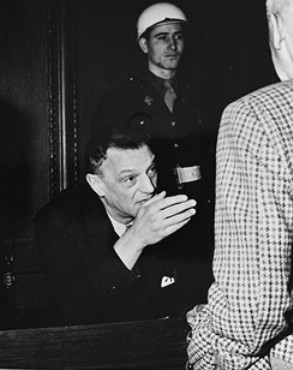
Зейсс-Інкварт під час нюрнберзького процесу
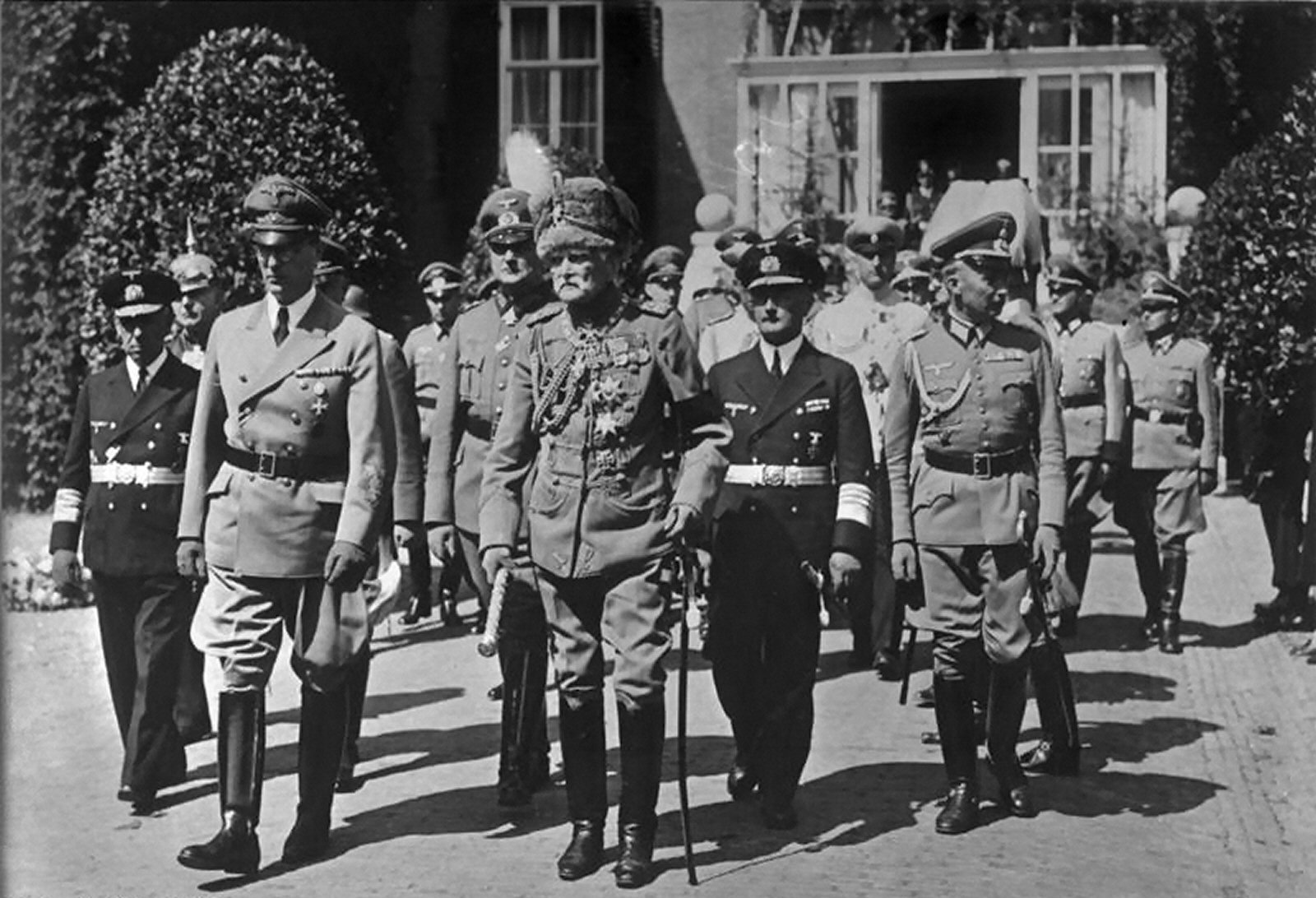
Зейсс-Інкварт (третій ліворуч) на похороні імператора Вільгельма (Нідерланди, 1941).